# Hail to the Thief
Hail to the Thief är det sjätte studioalbumet av den engelska alternativa rock-gruppen Radiohead, utgivet 9 juni 2003. Den debuterade som nummer ett i Storbritannien och som nummer tre i USA, där det under dess första vecka sålde i fler exemplar än några andra av Radioheads album till dags dato. Albumets singlar var "There There", "Go to Sleep" och "2+2=5".
Efter två album med starkt förvrängd sång, mindre gitarr och influenser från experimentell electronica och jazz, ansågs Hail to the Thief som en lätt återgång till bandets äldre alternativ rock-influenser, dess sound framställt från varje period av dess existens. 
Albumet spelades in relativt snabbt i Los Angeles, och beskrevs av bandmedlemmarna som ett försök att hitta ett mer "stiligt" sound och en avslappnad inspelningsprocess, till skillnad från sessionerna för Kid A och Amnesiac flera år tidigare.
Med en längd på nästan en timme är Hail to the Thief gruppens längsta album, trots många av låtarna är mindre är inom treminuters- och även tvåminutersgränsen, vilket är kortare än bandets genomsnitt. Thom Yorke sade att han inspirerades av Beatleslåtar av den längden. Yorke sade också att hans texter hade påverkats mycket av aktuella händelser, men nekade till att ha strikta politiska syften. Hail to the Thief fick blandade recensioner från kritikerna, till större delen positiva. 
Albumets titel betyder hyllad vare tjuven och är en travestering av det amerikanska uttrycket "Hail to the chief", vilket ungefär betyder hyllad vare ledaren.
Den negativa frasen användes av missbelåtna motståndare till USA:s president George W. Bush efter hans första valseger mot Al Gore år 2000. Många tror att Radiohead döpte albumet efter detta, men bandet själva tillbakavisar detta.

## Låtlista
Alla spår skrivna av Radiohead.
1. "2 + 2 = 5 (The Lukewarm.)" – 3:19
2. "Sit down. Stand up. (Snakes & Ladders.)" – 4:19
3. "Sail to the Moon. (Brush the Cobwebs out of the Sky.)" – 4:18
4. "Backdrifts. (Honeymoon is Over.)" – 5:22
5. "Go to Sleep. (Little Man being Erased.)" – 3:21
6. "Where I End and You Begin. (The Sky is Falling in.)" – 4:29
7. "We suck Young Blood. (Your Time is up.)" – 4:56
8. "The Gloaming. (Softly Open our Mouths in the Cold.)" – 3:32
9. "There There. (The Boney King of Nowhere.)" – 5:23
10. "I Will. (No man's Land.)" – 1:59
11. "A Punchup at a Wedding. (No no no no no no no no.)" – 4:57
12. "Myxomatosis. (Judge, Jury & Executioner.)" – 3:52
13. "Scatterbrain. (As Dead as Leaves.)" – 3:21
14. "A Wolf at the Door. (It Girl. Rag Doll.)" – 3:23

### Collector's Edition Bonus CD
1. "Paperbag Writer"
2. "Where Bluebirds Fly"
3. "I Am Citizen Insane"
4. "Fog (Again)" (Live)
5. "Gagging Order"
6. "I Am A Wicked Child"
7. "Remyxomatosis (Cristian Vogel RMX)"
8. "There There (First Demo)"
9. "Skttrbrain (Four Tet RMX)"
10. "I Will (Los Angeles Version)"
11. "Sail to the Moon" (Jo Whiley Show 05/28/03)
12. "2 + 2 = 5" (COM LAG)
13. "Go to Sleep" (Zane Lowe 12/08/03)

### Special Collector's Edition DVD
1. "There There"
2. "Go to Sleep"
3. "2 + 2 = 5"
4. "Sit Down. Stand Up."
5. "There There" (Later... with Jools Holland 05/27/03)
6. "Go to Sleep" (Later... with Jools Holland 05/27/03)
7. "2 + 2 = 5" (Later... with Jools Holland 05/27/03)
8. "Where I End and You Begin" (Later... with Jools Holland 05/27/03)

## Personal
- Colin Greenwood – bas, string synth, sampler
- Jonny Greenwood – gitarr, analogue systems, ondes Martenot, laptop, piano, glockenspiel
- Ed O'Brien – gitarreffekter, bakgrundssång
- Phil Selway – trummor, percussion, bakgrundssång
- Thom Yorke – sång, låttexter, gitarr, piano, laptop